# Bartolomeo Bettera
Bartolomeo Bettera (Bergame, 28 août 1639 - Milan, après 1688) est un peintre italien qui a été actif dans la seconde moitié du XVIIe siècle dans la peinture de nature morte.

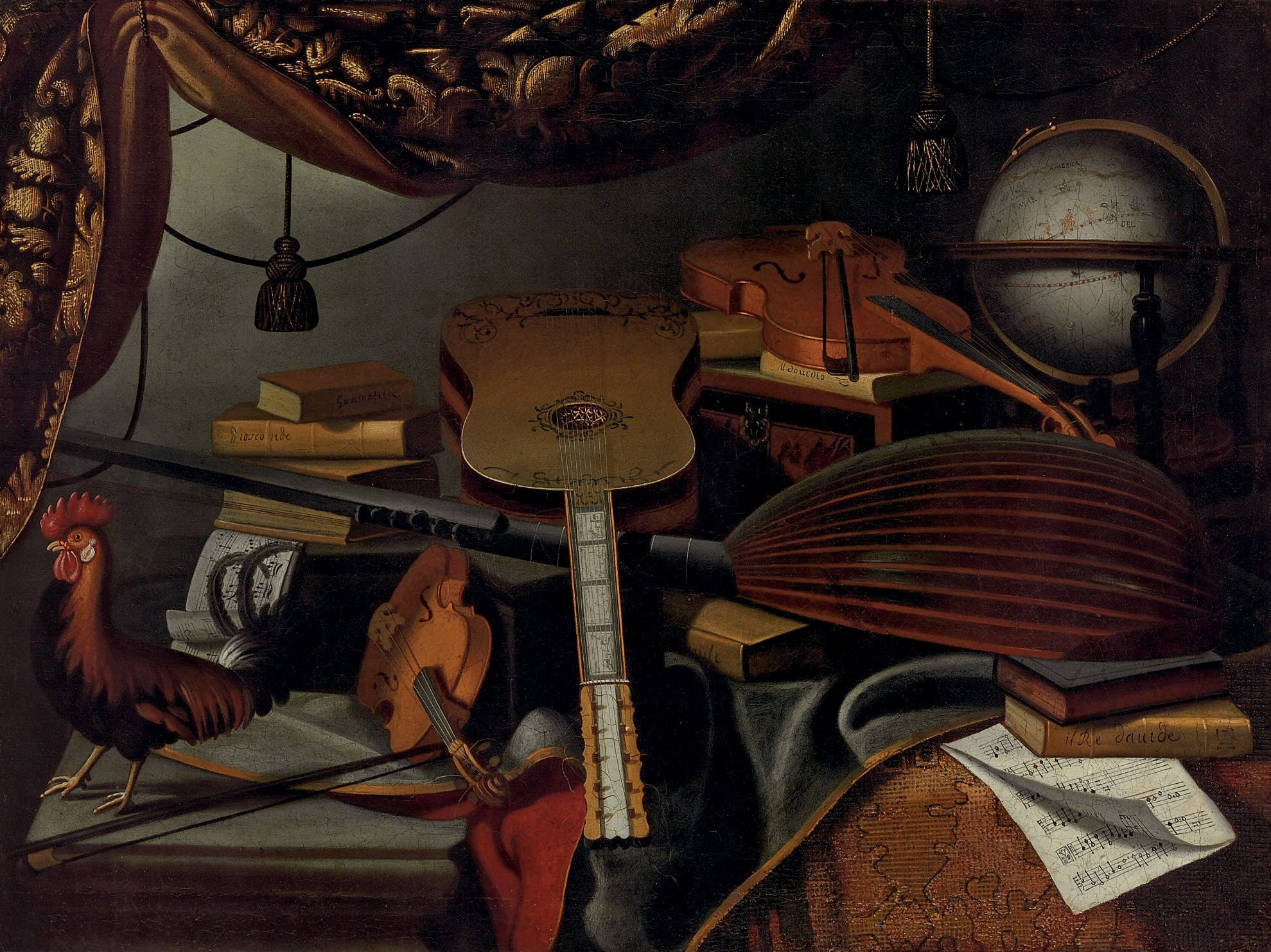
Nature morte avec instruments de musique, Saint Louis Art Museum

## Biographie
Bartolomeo Bettera est né et a vécu surtout à Bergame. Néanmoins il a séjourné à Rome ainsi qu'à Milan (1687) où il a demeuré probablement jusqu'à sa mort survenue à la fin du XVIIe siècle.
Bartolomeo Bettera est proche du style d'Evaristo Baschenis dans le domaine des compositions de natures mortes, comprenant des objets divers mais surtout des instruments musicaux. Même si la couleur de ses compositions est plus opaque, le regroupement des objets moins réussi, le rendu du tissu et des draperies moins raffiné, le style de ses compositions fait que souvent l'attribution d'œuvres non signées entre lui et Baschenis est problématique. Néanmoins, la plupart de ses travaux sont signés avec ses deux initiales séparées par une petite croix (B x B).

## Œuvres
Ses peintures sont conservées à Milan , à Bergame , deux à Bissone (Canton du Tessin), trois au Hofburg de Vienne, une au Castello Camozzi à Costa di Mezzate, ainsi que dans divers musées à travers le monde.
- Nature morte avec instruments de musique, huile sur toile, 73 × 96,8 cm, Saint Louis Art Museum, Missouri, États-Unis,
- Nature morte avec instruments de musique, Musée des beaux-arts de Houston,
- Nature morte avec instruments de musique, Fine Arts Museums, San Francisco,
- Nature morte avec instruments de musique, Ringling Museum of Art, Sarasota
- San Francisco, San Francisco, Israël Museum, Jérusalem,